# オートコンブ修道院

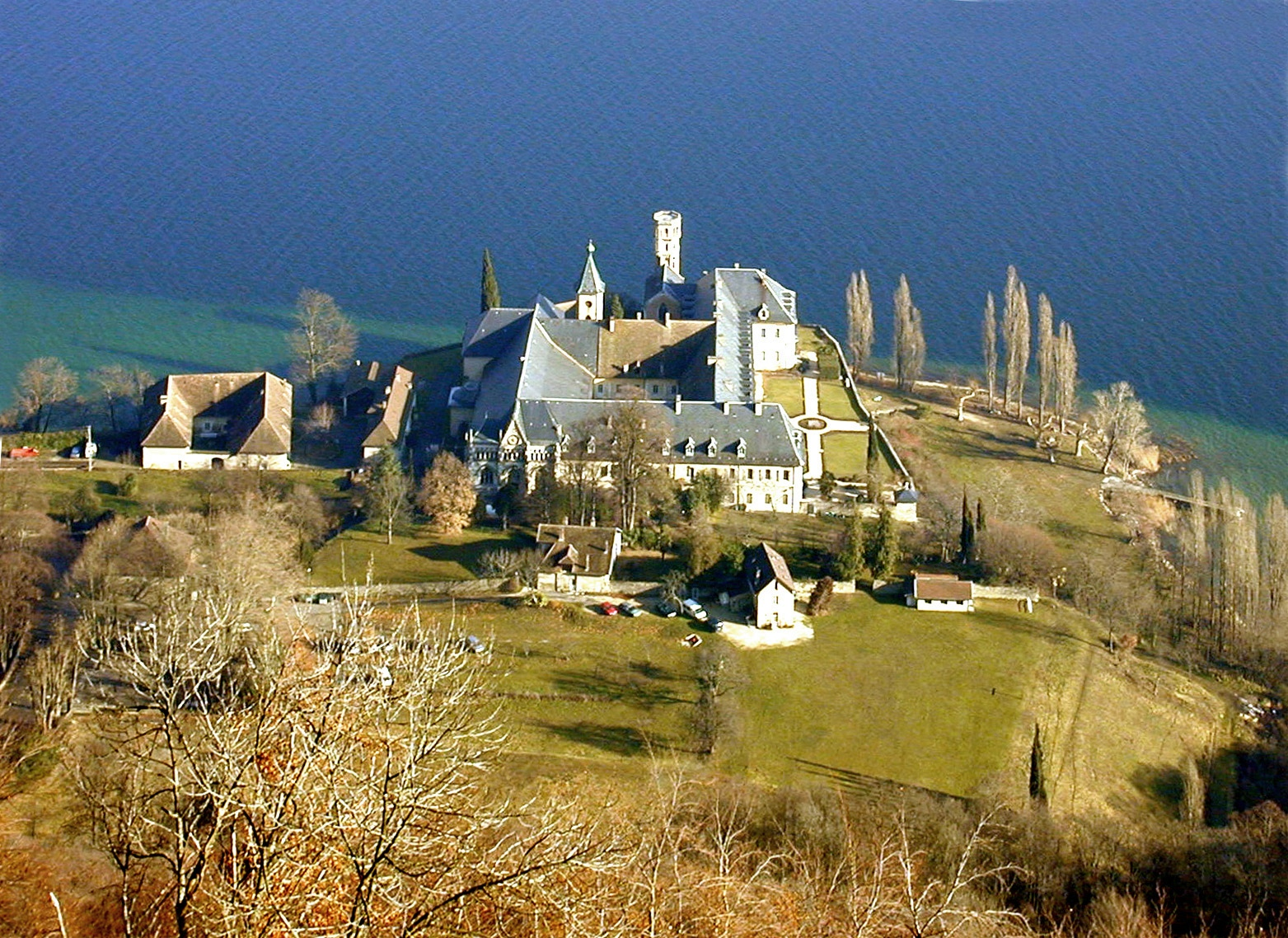
オートコンブ修道院

オートコンブ修道院（フランス語：Abbaye d'Hautecombe, ラテン語：Altaecumbaeum）は、フランス、サヴォワ県のサン＝ピエール＝ド＝キュルティユにあるベネディクト会修道院。もとシトー会の修道院であった。数百年にわたりサヴォイア家の墓所であった。年間15万人の観光客が訪れる。

## 歴史
オートコンブ修道院の起源は、1101年ごろにブールジェ湖近くの狭い峡谷（Combe）にレマン湖近くのオル修道院の隠者らが創設した宗教共同体であった。1125年ごろに、モン・デュ・シャのふもとの湖の北西岸に移された。この場所はサヴォイア伯アメデーオ3世から与えられた地であり、アメデーオ3世は修道院の創設者とされている。そしてその後まもなくして、この修道院はクレルヴォー修道院から与えられたシトー会の規律を受け入れた。初代修道院長はアメデ・ド・オート＝リヴで、後にローザンヌ司教となった。早い時期に、オートコンブ修道院から2つの娘修道院が創建された。1135年にイタリアのテッラチナ司教区に創建されたフォッサノヴァ修道院と、1214年にコンスタンティノープル近くに創建されたサン・アンジェロ・デ・ペトラ修道院である。
教皇ケレスティヌス4世およびニコラウス3世がオートコンブ修道院の修道士であったともいわれるが、異論もある。
数百年にわたり歴代サヴォイア伯およびサヴォイア公が埋葬されたのがこのオートコンブ修道院であった。サヴォイア伯ウンベルト3世（「福者」）とその妃クレメンティアは12世紀にこの修道院に埋葬された。そしてその1世紀後、サヴォイア伯トンマーゾ1世の息子カンタベリー大司教ボニファス・オブ・サヴォイがこの修道院教会の墓所に埋葬された。サヴォイア伯アイモーネは教会墓所の拡張に資金を提供し、工事は1341年から1342年にかけて行われた。
サヴォイア公カルロ・エマヌエーレ1世の息子でオートコンブ修道院長であったアントニオも1273年にこの修道院に埋葬されている。
修道院は1750年ごろにサヴォイア公により（元々の姿より劣った形で）修復されたが、1792年に売却され陶器工場となった。1824年にサルデーニャ王カルロ・フェリーチェがこの遺構を手に入れ、ピエモンテの建築家アーネスト・メラーノによりゴシック＝ローマン様式の教会が建設され、シトー会修道院となった。カルロ・フェリーチェとその妃マリア・クリスティーナ・ディ・ボルボーネ＝ドゥエ・シチリエは、教会に向かう前庭にあるベレー礼拝堂に埋葬された。約300体の彫像と多くのフレスコ画が、幅26メートル（85フィート）の袖廊を持つ長さ66メートル（217フィート）の教会の内部を飾っている。 ほとんどの墓は、中世のモニュメントを再現したものにすぎない。
シトー会はトリノからこの修道院に再び落ち着いたものの、すぐにイタリア人修道士は去り、代わってセナンク修道院から来た修道士が入り1884年ごろまでこの修道院にとどまった。この修道院は1922年にベネディクト会のマルセイユ修道院に引き継がれたが、1992年に修道士らはアルプ＝ド＝オート＝プロヴァンスのガナゴビー修道院へと去り、現在、建物はエキュメニズム派でカリスマ派のカトリック集団であるシェマン・ヌフ・コミュニティ（en）が管理している。